# Phenacoccus bazarovi
Phenacoccus baccharidis  (лат.) — вид полужесткокрылых насекомых-кокцид рода Phenacoccus из семейства мучнистые червецы (Pseudococcidae).

## Распространение
Средняя Азия: Монголия, Таджикистан.

## Описание
Питаются соками корней таких злаковых растений, как Elymus angustus, Elymus (Poaceae).
Таксон Phenacoccus bazarovi включён в состав рода Phenacoccus вместе с видами P. herreni, P. hurdi, P. madeirensis, P. manihoti, P. solani, P. solenopsis, P. tucumanus, и другими. Видовое название происходит от фамилии советского энтомолога, автора первого обнаружения вида (Bazarov, B. B.).